# Rostkronad glasögonfågel
Rostkronad glasögonfågel (Sterrhoptilus capitalis) är en fågel i familjen glasögonfåglar inom ordningen tättingar.

## Utseende
Rostkronad glasögonfågel är en 14–15 cm lång tätting. Den har som namnet avslöjar rostfärgad hjässa, men är även roströd på strupen. Resten av undersidan är vitaktig, medan ovansidan är gråbrun. På både huvud och ovansida är den kraftigt vitstreckad.

## Utbredning och systematik
Rostkronad trädtimalia förekommer i södra Filippinerna och delas upp i tre underarter med följande utbredning:
- Sterrhoptilus capitalis capitalis – Dinagat
- Sterrhoptilus capitalis eurocentralis – Mindanao förutom Zamboangahalvön
- Sterrhoptilus capitalis isabelae – Basilan och Zamboangahalvön på Mindanao

### Släktes- och familjetillhörighet
Liksom flera andra glasögonfåglar i Filippinerna behandlades den tidigare som en medlem av familjen timalior (Timaliidae), då i släktet Stachyris. Genetiska studier visar dock att de är en del av glasögonfåglarna.

## Levnadssätt
Rostkronad glasögonfågel hittas i fuktiga låglänta skogar och skogsbryn upp till 1100 meters höjd. Den ses födosöka i lövverket, ibland hängande upp och ned i de medelhöga och låga skikten, vanligen enstaka, i par eller i smågrupper och ofta tillsammans med andra fågelarter. Födan tros bestå av ryggradslösa djur och vissa vegetabilier. Fåglar i häckningstillstånd har hittats i mars och juni, men i övrigt är kunskapen begränsad vad gäller artens häckningsbiologi.

## Status
Arten har ett relativt begränsat utbredningsområde och tros minska i antal. Den anses dock inte vara hotad. IUCN kategoriserar arten som livskraftig.